# Einstellung des Konkursverfahrens
Die Einstellung des Konkursverfahrens bezeichnet man in der Schweiz im Schuldbetreibungs- und Konkursrecht die vorzeitige Verfahrensbeendigung durch einen Gerichtsbeschluss. Ein Konkursverfahren kann unter Umständen bereits nach Feststellung der Aktivmasse eingestellt werden. Eine Einstellung des Konkursverfahrens mangels Aktiven hat zu erfolgen, wenn die Konkursmasse voraussichtlich nicht ausreicht, um die Kosten für ein summarisches Verfahren zu decken (Artikel 230 Absatz 1 SchKG).
Die Zuständigkeit zur Einstellung liegt beim Gericht, welches den Konkurs eröffnet hat (sogenanntes Konkursgericht). Die vor der Konkurseröffnung eingeleiteten Betreibungen leben nach der Einstellung des Konkurses wieder auf (Artikel 230 Absatz 4 SchKG). Die Abtretung von Rechtsansprüchen nach Artikel 260 SchKG ist nach einer Einstellung des Konkursverfahrens mangels Aktiven nicht möglich.